# Nevo melanocitico congenito

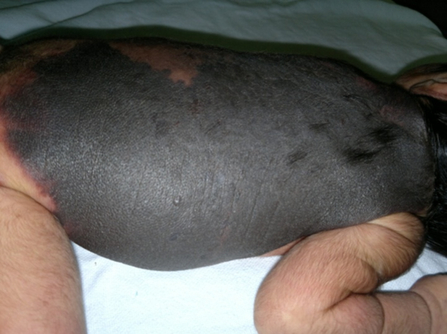
Nevo melanocitico congenito gigante in una neonata di 5 giorni

Il nevo melanocitico congenito (NMC) è una malformazione cutanea, che si presenta come una "macchia" di pigmentazione scura, dal marrone chiaro al nero e che in base alle dimensioni può avere un aspetto poco gradevole dal punto di vista estetico.
Il NMC, di dimensioni fino a 1,5 cm è presente in circa 1 neonato ogni 100.
1 neonato su 1 000 presenta invece nevi di dimensioni da 1,5 cm a 20 cm;
1 neonato ogni 30 000-50 000 presenta un NMC di dimensioni maggiori ai 20 cm oppure è dislocato sul cranio con una dimensione > 5cm.  In quest'ultimo caso il NMC definito "gigante" (abbreviato in NMCG).

## Nevo Melanocitico Congenito Gigante (NMCG)
Presente sin dalla nascita, il nevo può localizzarsi in qualsiasi parte del corpo (viso, addome, torace, arti o in una variabile combinazione di essi) è accompagnato spesso dalla presenza di altre miriadi di Nevi di dimensioni variabili (i cosiddetti nevi satelliti.) La definizione "Melanocitico" deriva da "melanocita", una cellula presente nella cute che produce melanina, il pigmento che dona la colorazione all'epidermide e che protegge la pelle dai raggi ultravioletti.
Il NMCG non è altro che un grande e voluminoso neo; va però sottolineato che è documentato in letteratura, un rischio di insorgenza di melanoma in età pediatrica tra il 1% e il 3%.
In realtà il NMCG, a causa del suo importante impatto estetico, è gravato anche da potenziali, gravi ripercussioni psico-sociali, sia nella vita del bambino che nei genitori e nei familiari.

## Trattamenti della Patologia
Sono numerosi gli strumenti che gli specialisti (dermatologo e/o chirurgo plastico) hanno a disposizione per cercare di dare una soluzione alle varie tipologie di presentazione del NMCG. 
Poiché il NMCG può avere dimensioni molto variabili e caratteristiche macroscopiche specifiche, non è possibile ipotizzare che un solo tipo di trattamento possa dare sempre una risposta univoca alle diverse modalità con cui si presenta clinicamente un NMCG. Importante affidarsi ad uno o più specialisti per lo studio della patologia e delle diverse opzioni medico-chirurgiche a disposizione. Tra queste, le principali sono:
- Escissione diretta
- Escissione seriata
- Dermoabrasione
- Curettage dermi
- Espansione Cutanea
- Trapianto di pelle omologa (Grafting)
- Cute Coltivata
- Trapianto di Pelle Espansa
- Lembi Contigui
- Lembi Cutanei a Distanza (Flaps)
- Laser